# Siroplacodium caulocarpum
Siroplacodium caulocarpum är en svampart som beskrevs av H. Ruppr. 1959. Siroplacodium caulocarpum ingår i släktet Siroplacodium, divisionen sporsäcksvampar och riket svampar.   Inga underarter finns listade i Catalogue of Life.